# Società Sportiva Turris Calcio 2021-2022
Questa voce raccoglie le informazioni riguardanti la Società Sportiva Turris Calcio nelle competizioni ufficiali della stagione 2021-2022.

## Divise e sponsor
Il fornitore tecnico della stagione 2021-22 è EYE Sport. Lo sponsor di maglia è Colma.

## Rosa
| N. |                    | Ruolo | Calciatore           |
| -- | ------------------ | ----- | -------------------- |
| 1  | Italia (bandiera)  | P     | Alessandro Abagnale  |
| 2  | Italia (bandiera)  | D     | Stefano Esempio      |
| 3  | Italia (bandiera)  | D     | Ciro Loreto          |
| 4  | Italia (bandiera)  | C     | Daniele Franco       |
| 5  | Italia (bandiera)  | D     | Filippo Lorenzini    |
| 5  | Italia (bandiera)  | D     | Andrea Sbraga        |
| 6  | Italia (bandiera)  | D     | Paolo Giofrè         |
| 6  | Italia (bandiera)  | C     | Enrico Zampa         |
| 7  | Brasile (bandiera) | A     | Francisco Sartore    |
| 8  | Italia (bandiera)  | C     | Lorenzo Bordo        |
| 9  | Italia (bandiera)  | A     | Emanuele Santaniello |
| 10 | Italia (bandiera)  | C     | Luca Giannone        |
| 11 | Italia (bandiera)  | A     | Vito Leonetti        |
| 13 | Italia (bandiera)  | D     | Davide Ghislandi     |
| 14 | Italia (bandiera)  | D     | Enrico Zanoni        |

| N. |                    | Ruolo | Calciatore          |
| -- | ------------------ | ----- | ------------------- |
| 16 | Italia (bandiera)  | D     | Claudio Manzi       |
| 17 | Italia (bandiera)  | C     | Simone Tascone      |
| 19 | Italia (bandiera)  | A     | Salvatore Longo     |
| 20 | Italia (bandiera)  | D     | Francesco Di Nunzio |
| 21 | Italia (bandiera)  | C     | Stefano Palmucci    |
| 22 | Italia (bandiera)  | P     | Vincenzo Colantuono |
| 23 | Italia (bandiera)  | D     | Mickael Varutti     |
| 24 | Italia (bandiera)  | C     | Giuseppe Iglio      |
| 25 | Italia (bandiera)  | A     | Gerardo D'Oriano    |
| 26 | Senegal (bandiera) | D     | Malick Lame         |
| 27 | Italia (bandiera)  | A     | Fabian Pavone       |
| 28 | Italia (bandiera)  | C     | Christian Nunziante |
| 30 | Italia (bandiera)  | C     | Sebastiano Finardi  |
| 33 | Italia (bandiera)  | P     | Pietro Perina       |

## Calciomercato

### Sessione estiva(dal 01/07 al 31/08)
| Acquisti | Acquisti             | Acquisti     | Acquisti      |
| R.       | Nome                 | da           | Modalità      |
| -------- | -------------------- | ------------ | ------------- |
| P        | Pietro Perina        | L.R. Vicenza | svincolato    |
| P        | Giuseppe Piazza      | Giugliano    | fine prestito |
| P        | Federico Siani       | AZ Picerno   | fine prestito |
| D        | Davide Ghislandi     | Atalanta     | prestito      |
| D        | Paolo Giofrè         | Messina      | svincolato    |
| D        | Claudio Manzi        | Lilla        | svincolato    |
| D        | Mickael Varutti      | Modena       | svincolato    |
| D        | Enrico Zanoni        | Atalanta     | prestito      |
| C        | Lorenzo Bordo        | Matelica     | svincolato    |
| C        | Sebastiano Finardi   | Atalanta     | prestito      |
| C        | Giuseppe Iglio       | Monaco       | svincolato    |
| C        | Antonio Lombardo     | Angri        | fine prestito |
| C        | Giuseppe Marchese    | Afragolese   | fine prestito |
| C        | Christian Nunziante  | Cavese       | svincolato    |
| C        | Mickael Varutti      | Modena       | svincolato    |
| A        | Fabian Pavone        | Parma        | prestito      |
| A        | Vito Leonetti        | Matelica     | svincolato    |
| A        | Salvatore Longo      | Fiorentina   | definitivo    |
| A        | Christian Nunziante  | Cavese       | definitivo    |
| A        | Luca Pandolfi        | Brescia      | fine prestito |
| A        | Emanuele Santaniello | Avellino     | definitivo    |
| A        | Francisco Sartore    |              | svincolato    |

| Cessioni | Cessioni            | Cessioni         | Cessioni      |
| R.       | Nome                | a                | Modalità      |
| -------- | ------------------- | ---------------- | ------------- |
| P        | Simone Barone       | Carrarese        | svincolato    |
| P        | Flavio Lonoce       |                  | svincolato    |
| P        | Oscar Salazaro      |                  | svincolato    |
| P        | Federico Siani      | UniPomezia       | prestito      |
| D        | Luigi D'Ignazio     | Napoli           | fine prestito |
| D        | Johad Ferretti      |                  | svincolato    |
| D        | Mattia Pitzalis     | Olbia            | fine prestito |
| D        | Pasquale Rainone    | Casertana        | svincolato    |
| C        | Nunzio Brandi       | Verona           | fine prestito |
| C        | Angelo Pio Capuozzo | Afragolese       | prestito      |
| C        | Gabriele Carannante | Parma            | fine prestito |
| C        | Franco Da Dalt      | Lamezia Terme    | svincolato    |
| C        | Raffaele Fabiano    |                  | svincolato    |
| C        | Antonio Romano      |                  | svincolato    |
| C        | Franco Signorelli   |                  | svincolato    |
| A        | Giuliano Alma       | Folgore Caratese | svincolato    |
| A        | Alexandru Boiciuc   |                  | svincolato    |
| A        | Fabio Longo         | Afragolese       | svincolato    |
| A        | Luca Pandolfi       | Cosenza          | definitivo    |
| A        | Mattia Persano      |                  | svincolato    |
| A        | Danilo Ventola      | Ascoli           | fine prestito |

### Operazioni tra le due sessioni
| Acquisti | Acquisti | Acquisti | Acquisti |
| R.       | Nome     | da       | Modalità |
| -------- | -------- | -------- | -------- |

| Cessioni | Cessioni     | Cessioni | Cessioni   |
| R.       | Nome         | a        | Modalità   |
| -------- | ------------ | -------- | ---------- |
| D        | Paolo Giofrè |          | svincolato |

### Sessione invernale(dal 04/01 al 01/02)
| Acquisti | Acquisti            | Acquisti   | Acquisti      |
| R.       | Nome                | da         | Modalità      |
| -------- | ------------------- | ---------- | ------------- |
| D        | Filippo Lorenzini   | Catania    | definitivo    |
| D        | Andrea Sbraga       | Avellino   | prestito      |
| C        | Angelo Pio Capuozzo | Afragolese | fine prestito |
| C        | Enrico Zampa        | Potenza    | prestito      |

| Cessioni | Cessioni            | Cessioni    | Cessioni      |
| R.       | Nome                | a           | Modalità      |
| -------- | ------------------- | ----------- | ------------- |
| C        | Angelo Pio Capuozzo | Acerrana    | prestito      |
| C        | Stefano Palmucci    | Parma       | fine prestito |
| A        | Francisco Sartore   | Fiorenzuola | definitivo    |

## Risultati

### Serie C

#### Girone di andata
| Taranto 29 agosto 2021, ore 20:30 CEST 1ª giornata | Taranto           | 0 – 0 referto | Turris | Stadio Erasmo Iacovone (3 612 spett.)\| Arbitro: \| Giordano (Novara) \| |
| Arbitro:                                           | Giordano (Novara) |               |        |                                                                          |

| Arbitro: | Arace (Lugo di Romagna) |

|             |           |                     |
| Tascone 67’ | Marcatori | 2’ Starita 7’ Arena |

| Arbitro: | Delrio (Reggio Emilia) |

|  |           |                             |
|  | Marcatori | 43’ Tascone 62’ Santaniello |

| Arbitro: | Gemelli (Messina) |

|  |           |            |
|  | Marcatori | 89’ Setola |

| Arbitro: | Centi (Terni) |

|             |           |                                                                  |
| Mauceri 62’ | Marcatori | 14’ (rig.) Giannone 16’ (aut.) Vergara 20’ Leonetti 90+2’ Loreto |

| Arbitro: | Nicolini (Brescia) |

|                                |           |                                                        |
| Moro 7’, 57’ (rig.) Biondi 82’ | Marcatori | 8’ Giannone 45+2’ Leonetti 53’ Santaniello 65’ Esempio |

| Arbitro: | Ferrieri Caputi (Livorno) |

|                                       |           |             |
| Giannone 24’ Tascone 33’ Leonetti 59’ | Marcatori | 54’ Nicolao |

| Arbitro: | Collu (Cagliari) |

|                                                     |           |                          |
| Cheddira 21’ D'Errico 46’ Scavone 57’ Terranova 83’ | Marcatori | 8’ Giannone 37’ Leonetti |

| Arbitro: | Giaccaglia (Jesi) |

|                                           |           |  |
| Santaniello 37’ Leonetti 45’ Pavone 90+1’ | Marcatori |  |

| Arbitro: | Sfira (Pordenone) |

|                        |           |                                           |
| Giannone 7’ Franco 75’ | Marcatori | 16’ Di Francesco 51’ Liguori 55’ Rossetti |

| Arbitro: | Di Francesco (Ostia Lido) |

|              |           |  |
| Venturini 8’ | Marcatori |  |

| Arbitro: | Panettella (Bari) |

|                   |           |            |
| Giannone 51’, 58’ | Marcatori | 67’ Eusepi |

| Arbitro: | Calzavara (Varese) |

|          |           |                                                  |
| Caon 82’ | Marcatori | 19’ Santaniello 53’ (rig.) Giannone 73’ Leonetti |

| Arbitro: | Marini (Trieste) |

|              |           |  |
| Giannone 76’ | Marcatori |  |

| Arbitro: | Angelucci (Foligno) |

|                     |           |                            |
| Maiorino 49’ (rig.) | Marcatori | 61’ Santaniello 83’ Pavone |

| Arbitro: | Carella (Bari) |

|             |           |                            |
| Tascone 19’ | Marcatori | 21’ D'Angelo 30’ Di Gaudio |

| Potenza 5 dicembre 2021, ore 17:30 CET 17ª giornata | Potenza          | 0 – 0 referto | Turris | Stadio Alfredo Viviani (1 346 spett.)\| Arbitro: \| Gualtieri (Asti) \| |
| Arbitro:                                            | Gualtieri (Asti) |               |        |                                                                         |

| Arbitro: | Moriconi (Roma 2) |

|                                                   |           |  |
| Santaniello 15’, 29’, 57’ Giannone 78’ Franco 80’ | Marcatori |  |

| Arbitro: | Di Cairano (Ariano Irpino) |

|             |           |              |
| Tissone 64’ | Marcatori | 73’ Leonetti |

#### Girone di ritorno
| Arbitro: | Fontani (Siena) |

|             |           |                                 |
| Tascone 20’ | Marcatori | 30’ (aut.) Tascone 72’ Saraniti |

| Arbitro: | Galipò (Firenze) |

|                           |           |            |
| Borrelli 73’ Sbraga 90+3’ | Marcatori | 51’ Pavone |

| Arbitro: | Lovison (Padova) |

|                                   |           |              |
| Santaniello 10’, 43’ Leonetti 78’ | Marcatori | 26’ Garofalo |

| Arbitro: | Vergaro (Bari) |

|  |           |           |
|  | Marcatori | 49’ Manzi |

| Arbitro: | Fiero (Pistoia) |

|                                |           |  |
| Tascone 6’ (rig.) Leonetti 34’ | Marcatori |  |

| Arbitro: | Bitonti (Bologna) |

|                 |           |                                     |
| Ghislandi 90+1’ | Marcatori | 54’ Albertini 64’ Moro 90+7’ Zanchi |

| Arbitro: | Maggio (Lodi) |

|                                              |           |               |
| Sane 18’ Carletti 24’ (rig.) Barberini 90+1’ | Marcatori | 34’ Nunziante |

| Arbitro: | Longo (Paola) |

|  |           |              |
|  | Marcatori | 32’ Cheddira |

| Arbitro: | Giordano (Novara) |

|                                                                    |           |  |
| Sbraga 10’ (aut.) Floriano 43’ Brunori 52’ Luperini 56’ Soleri 90’ | Marcatori |  |

| Arbitro: | Angelucci (Foligno) |

|                                               |           |                                    |
| Liguori 27’ (rig.), 57’ Emmausso 90+4’ (rig.) | Marcatori | 7’ Leonetti 38’ Tascone 80’ Loreto |

| Arbitro: | Virgilio (Trapani) |

|              |           |  |
| Leonetti 77’ | Marcatori |  |

| Arbitro: | Carella (Bari) |

|                            |           |  |
| Eusepi 17’, 45’ Stoppa 39’ | Marcatori |  |

| Arbitro: | Catanoso (Reggio Calabria) |

|  |           |                             |
|  | Marcatori | 6’ Parlati 90+4’ Costantino |

| Arbitro: | Petrella (Viterbo) |

|                            |           |  |
| Vandeputte 1’ Iemmello 11’ | Marcatori |  |

| Arbitro: | Scatena (Avezzano) |

|              |           |  |
| Leonetti 46’ | Marcatori |  |

| Arbitro: | Maranesi (Ciampino) |

|               |           |  |
| Di Gaudio 85’ | Marcatori |  |

| Arbitro: | Costanza (Agrigento) |

|  |           |                       |
|  | Marcatori | 51’ Romero 60’ Guaita |

| Arbitro: | Vergaro (Bari) |

|           |           |                                  |
| Russo 80’ | Marcatori | 37’ (rig.) Giannone 52’ Leonetti |

| Arbitro: | Nicolini (Brescia) |

|                                          |           |                           |
| Leonetti 37’, 64’, 90+2’ Santaniello 40’ | Marcatori | 48’ (rig.), 50’ Tommasini |

#### Play-off
| Arbitro: | Monaldi (Macerata) |

|                          |           |  |
| Di Grazia 75’ Curcio 89’ | Marcatori |  |

### Coppa Italia Serie C
| Arbitro: | Mastrodomenico (Matera) |

|              |           |  |
| Leonetti 24’ | Marcatori |  |

| Arbitro: | Iacobellis (Pisa) |

|                                           |           |             |
| Simonelli 32’ Longo 34’ (aut.) Murilo 76’ | Marcatori | 46’ Finardi |

## Statistiche

### Statistiche di squadra
Statistiche aggiornate al 1º luglio 2021.
| Competizione         | Punti | In casa | In casa | In casa | In casa | In casa | In casa | In trasferta | In trasferta | In trasferta | In trasferta | In trasferta | In trasferta | Totale | Totale | Totale | Totale | Totale | Totale | DR |
| Competizione         | Punti | G       | V       | N       | P       | Gf      | Gs      | G            | V            | N            | P            | Gf           | Gs           | G      | V      | N      | P      | Gf     | Gs     | DR |
| -------------------- | ----- | ------- | ------- | ------- | ------- | ------- | ------- | ------------ | ------------ | ------------ | ------------ | ------------ | ------------ | ------ | ------ | ------ | ------ | ------ | ------ | -- |
| Serie C              | 0     | 0       | 0       | 0       | 0       | 0       | 0       | 0            | 0            | 0            | 0            | 0            | 0            | 0      | 0      | 0      | 0      | 0      | 0      | 0  |
| Coppa Italia Serie C | -     | 0       | 0       | 0       | 0       | 0       | 0       | 0            | 0            | 0            | 0            | 0            | 0            | 0      | 0      | 0      | 0      | 0      | 0      | 0  |
| Totale               | -     | 0       | 0       | 0       | 0       | 0       | 0       | 0            | 0            | 0            | 0            | 0            | 0            | 0      | 0      | 0      | 0      | 0      | 0      | 0  |

### Andamento in campionato
| Giornata  | 1  | 2  | 3 | 4  | 5 | 6 | 7 | 8 | 9 | 10 | 11 | 12 | 13 | 14 | 15 | 16 | 17 | 18 | 19 | 20 | 21 | 22 | 23 | 24 | 25 | 26 | 27 | 28 | 29 | 30 | 31 | 32 | 33 | 34 | 35 | 36 | 37 | 38 |
| --------- | -- | -- | - | -- | - | - | - | - | - | -- | -- | -- | -- | -- | -- | -- | -- | -- | -- | -- | -- | -- | -- | -- | -- | -- | -- | -- | -- | -- | -- | -- | -- | -- | -- | -- | -- | -- |
| Luogo     | T  | C  | T | C  | T | T | C | T | C | C  | T  | C  | T  | C  | T  | C  | T  | C  | T  | C  | T  | C  | T  | C  | C  | T  | C  | T  | T  | T  | C  | T  | C  | T  | C  | T  | C  | T  |
| Risultato | N  | P  | V | P  | V | V | V | P | V | P  | P  | V  | V  | V  | V  | P  | N  | V  | N  | P  | P  | V  | V  | V  | P  | P  | P  | P  | N  | V  | P  | P  | P  | V  | P  | P  | V  | V  |
| Posizione | 16 | 15 | 8 | 14 | 7 | 6 | 2 | 4 | 3 | 3  | 8  | 6  | 5  | 4  | 3  | 4  | 4  | 2  | 3  | 4  | 4  | 7  | 3  | 3  | 6  | 7  | 7  | 8  | 9  | 7  | 7  | 8  | 9  | 10 | 10 | 12 | 8  | 8  |

Legenda:

Luogo: C = Casa; T = Trasferta. Risultato: V = Vittoria; N = Pareggio; P = Sconfitta.